# Peneleo
Nella mitologia greca, Peneleo o Penelo (in greco antico: Πηνελέως?, Pēneléōs), figlio di Ippalcimo, era uno degli Argonauti, che in seguito prese parte alla guerra di Troia, come comandante dei Beoti. Compare sia nell'Iliade sia nell'Eneide.

## Il mito

### Gli Argonauti
Quando Giasone, incaricato del recupero del vello d'oro, inviò gli araldi a chiedere aiuto a tutti gli eroi dell'epoca, per salpare con lui con la nave Argo per la Colchide, uno degli eroi che risposero all'appello fu il prode Peneleo. Egli non si distinse nelle varie avventure, ma riuscì a finirle in vita, ritornando vittorioso.

### La reggenza di Tebe e la guerra di Troia
Alla morte del re Tebe Tersandro, ucciso da Telefo, il comando di tutte le truppe beote passò nelle mani di Peneleo, in quanto reggente del giovane Tisameno, figlio di Tersandro. Essendo stato tra i pretendenti alla mano di Elena, Peneleo partecipò all'assedio di Troia dopo che la donna venne rapita dal principe troiano Paride. Nei combattimenti egli si distinse uccidendo barbaramente Ilioneo e Licone; venne poi gravemente ferito da Polidamante. Durante la presa di Troia, Peneleo colpì a morte il giovane principe frigio Corebo, e il figlio di Telefo, Euripilo; secondo altre tradizioni, fu ucciso da quest'ultimo.

### Discendenza
Peneleo ebbe per figlio Ofelte, e il figlio di quest'ultimo, Damasittone, divenne re di Tebe.

## Opere antiche
- Igino, Fabulae
- Omero, Iliade
- Virgilio, Eneide
- Ovidio, Metamorfosi
- Pseudo-Apollodoro, Libro III
- Diodoro Siculo, Libro IV
- Pausania, Libro IX